# Edwin Lachnit
Edwin Lachnit (* 26. September 1950 in Wien; † 17. August 2014 ebenda) war ein österreichischer Kunsthistoriker.

## Biografie
Edwin Lachnit studierte ab 1975 Kunstgeschichte an der Universität Wien und promovierte 1984 zum Doktor der Philosophie mit einer Dissertation über das Verhältnis der Wiener Schule der Kunstgeschichte zur zeitgenössischen Kunst (2005 in überarbeiteter Form publiziert). Während des Studiums war er für die Zentralkartei der Abteilung für Denkmalforschung am Bundesdenkmalamt tätig.
1985 arbeitete er an einem universitären Forschungsprojekt über Donatello mit. 1986 war er stellvertretender Leiter der Möbelsammlung des Österreichischen Museums für angewandte Kunst in Wien, wo er mit Ausstellungsorganisation und Publikationstätigkeit befasst war.
Von 1987 bis 1990 leitete er ein Forschungsprojekt zur wissenschaftlichen Erschließung der Oskar-Kokoschka-Dokumentation Pöchlarn; in seinen Aufgabenbereich fielen der Aufbau eines Bibliothekskatalogs, die Katalogisierung der Sammlungsbestände und die Organisation der jährlichen Sonderausstellungen mit begleitenden Publikationen. 1991 begann er ein Forschungsprojekt an der Graphischen Sammlung Albertina in Wien zur Erstellung eines Werkverzeichnisses der Zeichnungen und Aquarelle Oskar Kokoschkas.
Lachnit war von 1992 bis 2001 Ausstellungskurator und Sammlungsleiter am MUMOK sowie von 1993 bis 1995 Kurienvertreter und Stellvertreter des Vorstandsvorsitzenden des Österreichischen Kunsthistorikerverbandes. Von 1995 bis 1996 hatte er die Leitung eines Forschungsprojekts über die Künstler des Nötscher Kreises an der Hochschule für angewandte Kunst in Wien inne (1998 publiziert).
Er verfasste zahlreiche Publikationen und hielt Vorträge zur Kunst des 19. und 20. Jahrhunderts und zur Theorie und Methodologie der Kunstwissenschaft.

## Werke (Auswahl)
- Herbert Boeckl. Das Bild des nackten Menschen, Welz, Salzburg 1992
- Ringen mit dem Engel. Anton Kolig – Franz Wiegele – Sebastian Isepp – Gerhart Frankl, Böhlau, Wien-Köln-Weimar 1998
- Die Wiener Schule der Kunstgeschichte und die Kunst ihrer Zeit. Zum Verhältnis von Methode und Forschungsgegenstand am Beginn der Moderne, Böhlau, Wien-Köln-Weimar 2005